# Glossanodon polli
Glossanodon polli és una espècie de peix pertanyent a la família dels argentínids.

## Descripció
- Pot arribar a fer 14,1 cm de llargària màxima.
- 12 radis tous a l'aleta dorsal.
- 11-12 radis tous a l'aleta anal.
- Bufeta natatòria sense pigment platejat.[5][6]

## Hàbitat
És un peix marí, demersal i de clima tropical que viu entre 150 i 630 m de fondària.

## Distribució geogràfica
Es troba a l'Atlàntic oriental (des de Sierra Leone fins al Gabon) i l'Atlàntic occidental central (el nord de Sud-amèrica).

## Observacions
És inofensiu per als humans.